# Nikhom Phatthana (huyện)
Nikhom Phatthana (tiếng Thái: นิคมพัฒนา) là một huyện (amphoe) của tỉnh Rayong, phía đông Thái Lan.

## Lịch sử
Tiểu huyện (king amphoe) đã được thành lập ngày 15 tháng 7 năm 1996 thông qua việc tách 4 tambon từ huyệnBan Khai.
Theo quyết định của chính phủ Thái Lan ngày 15 tháng 5 năm 2007, tất cả 81 tiểu huyện đều được nâng thành huyện. Với việc đăng công báo hoàng gia ngày 24 tháng 8, quyết định này trở thành chính thức
.

## Địa lý
Các huyện giáp ranh (từ phía bắc theo chiều kim đồng hồ) là: Pluak Daeng, Ban Khai, Mueang Rayong và Ban Chang của tỉnh Rayong, và Bang Lamung của tỉnh Chonburi.

## Hành chính
Huyện được chia ra thành 4 phó huyện (tambon), các đơn vị này lại được chia thành 30 làng (muban). Map Kha là một thị trấn (thesaban tambon) nằm trên một phần của tambon Nikhon Phatthana và Map Kha. Thị xã Map Ta Phut, trung tâm ở huyện Mueang Rayong, cũng nằm trên một phần của tambon Map Kha. Có 4 Tổ chức hành chính tamobon chịu trách nhiệm quản lý các khu vực phi đô thị.
| STT. | Tên              | Tên Thái | Số làng | Dân số |  |
| ---- | ---------------- | -------- | ------- | ------ |  |
| 1.   | Nikhom Phatthana | นิคมพัฒนา  | 7       | 10.583 |  |
| 2.   | Map Kha          | มาบข่า    | 8       | 7.973  |  |
| 3.   | Phana Nikhom     | พนานิคม   | 8       | 6.085  |  |
| 4.   | Makham Khu       | มะขามคู่   | 7       | 7.841  |  |